# دشت پیرغیب
دشت پیرغیب، روستایی در دهستان فسارود بخش فسارود شهرستان داراب در استان فارس ایران است.

## جمعیت
بر پایه سرشماری عمومی نفوس و مسکن در سال ۱۳۹۵، جمعیت این روستا برابر با ۴۱۲ نفر (۱۱۹ خانوار) بوده است.